# فشاغيات
الفشاغيات (الاسم العلمي: Smilacaceae)، فصيلة نباتات مُزهرة من رتبة الزنبقيات. في السابق كانت تُصنف أجناسه ضمن فصيلة الزنبقية.